# آي إن آي إس
آي إن آي إس (بالإنجليزية: iNiS Corporation)‏ (باليابانية: 株式会社イニス) ، وينطق باليابانية إنيسو، وهي شركة يابانية مهتمة لتطوير ألعاب الفيديو، تقع مقرها في العاصمة اليابانية طوكيو.